# Землянских, Игорь Иванович
Землянских Игор Иванович — украинский художник-анималист, иллюстратор, орнитолог.

## Биография
Родился 9 декабря 1974 года в городе Александровск Луганской области. В 1980 году переехал в село Вороньков Бориспольского района Киевской области, родину деда по маме. Именно дедушка посодействовал любви будущего художника к природе, водил на прогулки по лесам и лугам. Сначала мечтал стать лётчиком, но победило любопытство ко всему живому, а прежде всего к птицам.
Ещё учась в средней школе опубликовал свои первые статьи на орнитологическую тематику. Параллельно с юных лет начал рисовать, но исключительно птиц. В 1992—1993 годах служил в инженерном подразделении Вооружённых сил Украины. В конце 1990-х работал в Институте зоологии им. Шмальгаузена НАНУ и участвовал в экспедициях по Украине, в должности старшего лаборанта. Коллеги оценили художественный дар и стали предлагать изготавливать иллюстрации к разным изданиям. Первый плакат с рисунком чибиса выпустило Украинское общество охраны птиц в 1996 году. Далее развернулось сотрудничество с Природоведческим музеем, Киевским зоопарком, Домом природы, ботаническими садами и другими заведениями соответствующей тематики. Со временем из-за большого количества заказов избрал работу художника и иллюстратора, не прерывая тесной связи с людьми науки и любителями птиц.
Содержит дома попавших в беду птиц: преимущественно больных и раненых.
Почётный гражданин Бориспольского района.

## Творчество
Автор многочисленных работ не тему орнитофауны Украины и мира. Работает в технике темпера, акрил, акварель, масло .
Участвовал в иллюстрации следующих изданий:
- Красная книга Украины (2009)
- Заповедные уголки Кировоградской земли. Андриенко Т. Л. (1999)
- Птицы фауны Украины: полевой определитель. Г.Фесенко, А. Бокотей. 2002
- Птицы садов и парков Киева. Г. В. Фесенко (2010)

Полностью проиллюстрировал серию книги изданных в рамках проекта «Пернатые друзья»:
- Знакомые незнакомцы. А.Плыга. 2013 (2018)
- Часовые ночи. Е.Яцюк. 2015
- Властелины неба. С. Витер. 2016
- Крылья над водой. М. Баник. 2021

Автор и иллюстратор книги «Наши птицы» (2004).
Автор многочисленных плакатов на орнитологическую тематику в Украине и сопредельных странах, .